# Парламентские выборы в Науру (2007)
Парламентские выборы в Науру, состоявшиеся 25 августа 2007 года, были досрочными (оставалось ещё два месяца до окончания полномочий парламента) и проводились вскоре после роспуска парламента, произошедшего 1 августа. Предыдущие выборы проводились 23 октября 2004 года.

## События накануне выборов
1 августа 2007 года президент Людвиг Скотти распустил науруанский парламент и назначил дату досрочных парламентских выборов на 25 августа. Выборы стали логическим продолжением горячих споров о необходимости изменения конституции страны.
Президент Скотти был переизбран в октябре 2004 года во многом благодаря своим обещаниям изменить финансовую практику науруанского правительства. Специально для этого был создан конституционный наблюдательный комитет, который подготовил несколько проектов реформ. В том числе, было предложено создать независимое ревизионное управление, ввести прямые выборы президента страны (вместо существующей практики, при которой он выбирается парламентом), а также сделать обязательным назначение спикера из числа лиц, не являющихся членами парламента.
Скотти поддержал эти предложения, посчитав, что благодаря им будет осуществляться более тщательный финансовый контроль за правительством и будет преодолена политическая нестабильность в стране. Однако проект изменения конституции разделил общественное мнение на два лагеря: сторонники первого утверждали, что предлагаемые меры были слишком радикальными, сторонники второго — что меры, наоборот, были недостаточными.
Впоследствии Скотти распустил парламент, аргументируя свои действия тем, что ему была нужна общественная поддержка для продолжения реформ. Тем не менее его оппоненты утверждали, что таким образом президент хотел отвлечь общественное внимание от неудачного реформирования.
Несмотря на то, что официальных политических партий в Науру не существует, на момент роспуска парламента 16 из 18 мест контролировались сторонниками правительства, и только два — оппозицией.

## Проведение выборов и результаты
Всего в выборах приняло участие 83 человека, которые боролись за 18 мест в парламенте.
На выборы были также приглашены наблюдателя от Форума тихоокеанских остров. После окончания подсчёта голосов международные наблюдатели называли результаты выборов заслуживающими доверие, хотя и были зарегистрированы случаи подкупа избирателей.
В ходе выборов было переизбрано 15 членов предыдущего состава парламент: из них 14 пропрезидентских кандидатов (беспартийных и членов Наоэро Амо) и 1 оппозиционный (Рене Харрис). Из трёх новых депутатов двое были сторонниками оппозиции и один — правительства. Таким образом, всего в парламенте Науру оказалось 15 проправительственных и 3 оппозиционных депутатов.
Такое соотношение депутатов позволило 28 августа переизбрать действующего президента Людвига Скотти на следующий срок с результатом 14 голосов против 3, поданных за кандидата от оппозиции Маркуса Стивена.
Но уже в октябре в стране произошёл новый скандал: министра финансов и иностранных дел Науру, Дэвида Адеанга, обвинили в коррупции. 5 ноября три министра Науру ушли в отставку, обвинив президента Скотти в бездействии по отношению к Адеангу, а в конце ноября председатель конституционного наблюдательного комитета и семь парламентариев переметнулись из правительственного лагеря в оппозиционный. 
19 декабря Людвигу Скотти был вынесен вотум недоверия. В результате новым президентом страны был избран Маркус Стивен, в прошлом профессиональный тяжелоатлет.